# Кози (гміна)
Гміна Кози (пол. Gmina Kozy) — сільська гміна у південній Польщі. Належить до Бельського повіту Сілезького воєводства.
Станом на 31 грудня 2011 у гміні проживало 12342 особи, всі в однойменному селі.

## Територія
Згідно з даними за 2007 рік площа гміни становила 26.90 км², у тому числі:
- орні землі: 44.00%
- ліси: 37.00%

Таким чином, площа гміни становить 5.88% площі повіту.

## Населення
Станом на 31 грудня 2011:
| Опис     | Загалом | Загалом | Чоловіки | Чоловіки | Жінки | Жінки |
| -------- | ------- | ------- | -------- | -------- | ----- | ----- |
| одиниця  | осіб    | %       | осіб     | %        | осіб  | %     |
| все      | 12342   | 100     | 5911     | 47.89    | 6431  | 52.11 |
| міське   | 0       | 100     | 0        |          | 0     |       |
| сільське | 12342   | 100     | 5911     | 47.89    | 6431  | 52.11 |

## Сусідні гміни
Гміна Кози межує з такими гмінами: Вілямовіце, Вільковіце, Кенти, Поромбка, Черніхув.